# Rubén Szuchmacher

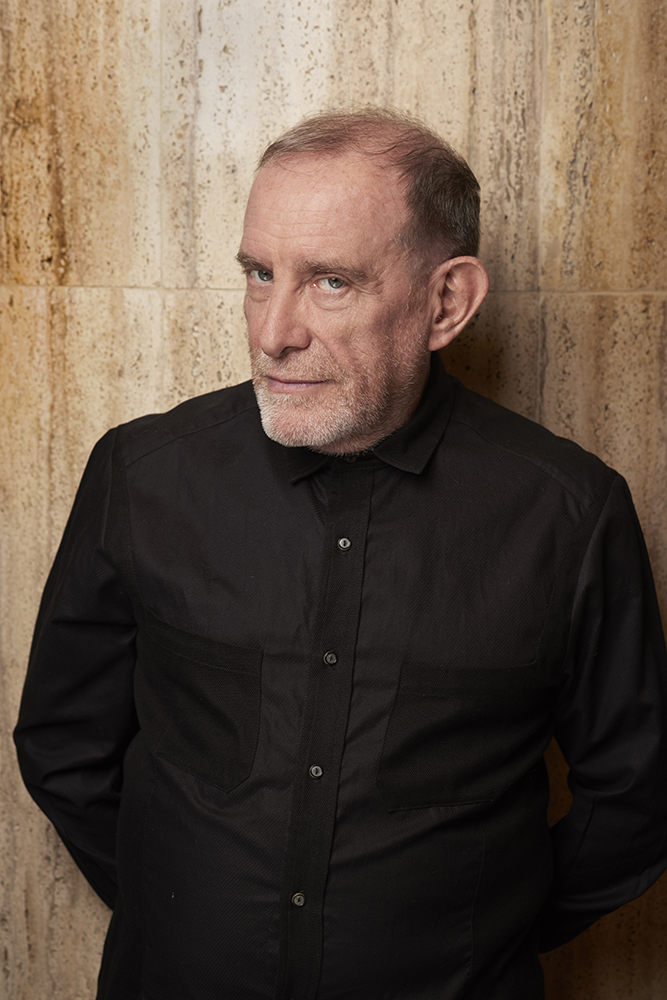
Rubén Szuchmacher Ph: Alejandra López (2020)

Rubén Szuchmacher ( Buenos Aires, Argentina, 27 de enero de 1951 ) es un actor, director de teatro, régisseur y docente teatral argentino de intensa actividad en las últimas décadas. Es hermano de la autora y directora Perla Szuchmacher.

## Formación
Comenzó sus estudios artísticos en la Escuela de Iniciación Artística del Teatro IFT a los 6 años con Judith Akoshky en música y Marta Gam y Rodolfo Bohoslavsky en teatro. Continúa su formación en diversas disciplinas tales como música con los maestros Susana Bonora en piano y Carlos López Puccio y Sergio Siminovich en armonía; Regie en el Instituto Superior de Arte del Teatro Colón con los maestros Oscar Figueroa, Constantino Jury, Saulo Benavente y Graciela Galán; Expresión Corporal con los maestros Patricia Stokoe y Perla Jaritonsky y en danza moderna con los maestros Ana Itelman, Cristina Barnils y Adriana Coll. Ha cursado, además, la carrera de Psicología Social en la Escuela de Psicología Social fundada por el Dr. Enrique Pichon Rivière.
En el campo profesional ha realizado una intensa tarea en las diferentes áreas del quehacer teatral, cinematográfico y televisivo.

## Actividad profesional

### Interpretación
Como actor ha interpretado, entre otras obras Porca miseria, creación colectiva con dirección de Lorenzo Quinteros; Visita, de Ricardo Monti con dirección de Jaime Kogan; La isla desierta, de Roberto Arlt y Real envido, de Griselda Gambaro, ambas con dirección de Juan Cosín; Gas, de Georg Kaiser con dirección de Oscar Echevarrí; Boda blanca, de Tadeusz Rozewicz con dirección de Laura Yusem; La lección, de Eugene Ionesco con dirección de Marta Sánchez; Blues de la calle Balcarce, de Sergio de Cecco, Gerardo Taratutto y Carlos Pais con dirección de Villanueva Cosse y Francisco Javier; El esfuerzo del destino y El deleite fatal, ambas de Orfeo Andrade, dirigidas por Viviana Tellas; Homenaje a Xul Solar, creación a partir de la obra pictórica del referido pintor, dirigida por Viviana Tellas, que fue presentada oficialmente en la XX Bienal de Arte de San Pablo, Brasil;Un fratricidio, de Hans-Jürgen von Bose, ópera de cámara con dirección propia estrenada en Stuttgart; Un cuento alemán, de Alejandro Tantanian con dirección del autor; Tenebrae, de Alejo Pérez Poullieux y A. Tantanian, con dirección de Rita Cosentino; El traductor de Blumemberg, de Juan Mayorga, con dirección de Guillermo Heras, estrenada en Buenos Aires y representada posteriormente en Madrid; Cine quirúrgico, de Alejandro Tantanian y dirección de Edgardo Rudnitzky y Escandinavia, de Lautaro Vilo, con dirección del autor y Rubén Szuchmacher.

### Dirección de teatro
Dirigió, entre otras obras teatrales El desalojo y La pobre gente, de Florencio Sánchez; Babilonia y Muñeca, de Armando Discépolo; Haciendo tiempo, de Eduardo Pogoriles; El loco y la monja, de Stanislaw Ignacy Witkiewicz; Juan Moreira, de Eduardo Gutiérrez y José Podestá;  El contrabajo, de Patrick Süskind; Sueño de una noche de verano, de William Shakespeare; Palomitas blancas, de Manuel Cruz; Sexo, droga y rock'n roll, de Eric Bogosian; Calígula, de Albert Camus con Imanol Arias en el rol protagónico; Música rota, de Daniel Veronese; La China, de Sergio Bizzio y Daniel Guebel;
Decadencia, de Steven Berkoff; Reconstrucción del hecho, de Daniel Veronese y Rafael Spregelburd; Polvo eres, de Harold Pinter; Brecht-Effekt, sobre textos de Bertolt Brecht; Martes eróticos, sobre textos de autores varios; Amor de Don Perlimplín con Belisa en su jardín, de Federico García Lorca, y La biblioteca de Babel, de Jorge Luis Borges, ambas en codirección con Edgardo Rudnitzky; Galileo Galilei, de Bertolt Brecht; Cámara oscura, con dramaturgia propia; Ifigenia en Áulide, de Eurípides; Extinción, de Iñigo Ramírez de Haro; Lo que pasó cuando Nora dejó a su marido o Los pilares de las sociedades, de Elfriede Jelinek; Mi querida, de Griselda Gambaro; El siglo de oro del peronismo, de Pedro Calderón de la Barca, Marcelo Bertuccio y Rubén Szuchmacher; Pequeños crímenes conyugales, de Eric Emmanuel Schmitt; Las troyanas, de Eurípides, en versión de Jean Paul Sartre; Enrique IV, de Luigi Pirandello, con Alfredo Alcón; Quartett, de Heiner Müller; Muerte de un viajante, de Arthur Miller, con Alfredo Alcón; Las reglas de la urbanidad en la sociedad moderna, de Jean-Luc Lagarce; con Graciela Araujo (Buenos Aires); La gracia, de Lautaro Vilo; Hijos del sol, de Máximo Gorki; El beso de la mujer araña, de Manuel Puig; Rey Lear, de William Shakespeare, con Alfredo Alcón; Las reglas de la urbanidad en la sociedad moderna, de Jean-Luc Lagarce, con Estela Medina (Uruguay); Historias abominables, a partir de Bertolt Brecht (México); Escandinavia,  de Lautaro Vilo; Enrique IV, segunda parte, de William Shakespeare (Londres); Viejos tiempos, de Harold Pinter (México); Historias abominables, a partir de Bertolt Brecht (Montevideo); Espacio contra el estallado, de Gabo Ferro; Intervalos, con textos de Lautaro Vilo; Todas las cosas del mundo, de Diego Manso; Hamlet, de Shakespeare, con Joaquín Furriel; Cuando nosotros los muertos despertamos, de Henrik Ibsen; Fausto, de Christopher Marlowe, en la Comedia Nacional Uruguaya.

### Puestas en escena de ópera y teatro musical
Entre las obras cuya puesta en escena hizo Rubén Szuchmacher se encuentran La voz humana, de Jean Cocteau y Francis Poulenc;
La muerte y la muchacha, de Gerardo Gandini sobre textos de Alejandra Pizarnik y Umberto Eco; Brel, sobre canciones y textos de Jacques Brel;Alicia en el País de las Maravillas, de Marta Lambertini sobre el libro homónimo de Lewis Carroll; Kleine Geschichten, sobre textos y coreografías propias; Un fratricidio, de Hans-Jürgen von Bose sobre texto de Franz Kafka, estas dos últimas obras estrenadas en Bremen y Stuttgart respectivamente; * Circo Beat, espectáculo de canciones de Fito Páez; La oscuridad de la razón, de Pompeyo Camps, basada en el texto homónimo de Ricardo Monti, en el Teatro Colón; El cimarrón, de Hans Werner Henze y La vuelta de tuerca, de Benjamin Britten, para el CETC (Centro de Experimentación del Teatro Colón); Liederkreis, de Gerardo Gandini/Alejandro Tantanian, para el Teatro Colón de Buenos Aires;Il festino, de Adriano Banchieri;Ariadne auf Naxos, de Richard StraussWeimar Varieté y Amor en tiempos difíciles, con Adriana Mastrangelo y Haydée Schvartz; Este grito es todavía un grito de amor, de Gabriel Valverde; Così fan tutte, de Wolfgang A. Mozart. Tres hermanas de Péter Eötvös, basada en la obra homónima de Antón Chéjov; Candide, de Leonard Bernstein; The Consul, de Gian Carlo Menotti; Historia del Soldado, de Igor Stravinsky, con dirección orquestal de Charles Dutoit; Falstaff, de Giuseppe Verdi.

### Coreógrafo
También realizó la coreografía de Petra... (de los emigrados) en colaboración con Doris Petroni; La despedida, de la que es también intérprete; Las golondrinas, sobre textos de Gustavo Adolfo Becquer; Bésame mucho, con música de Damián Nisenson;Lebenslauf (Datos personales), con música de Bach y Campo minado, con banda sonora de Barbara Togander, creación especialmente solicitada para el Ballet del IUNA.
Ha realizado, además, la dirección actoral de las siguientes obras de Ana Itelman: El puente de los suspiros y El capote.

### Labor docente
Desde 1974 desarrolló una intensa actividad en la docencia teatral en las siguientes instituciones: Escuela Nacional de Arte Dramático (ENAD), Instituto Superior de Arte del Teatro Colón (ISA), Goethe Institut-Buenos Aires, Estudio de Teatro-Danza de Ana Itelman, Centro Cultural Ricardo Rojas (UBA), Departamento de Artes Dramáticas de la UNA. En 1982 fundó EFEBA, (Escuela de Formación Escénica de Buenos Aires), siendo su director hasta 1988 y en 1994 creó el TALLER DE PUESTA EN ESCENA, que se desarrolló en el Centro Cultural Ricardo Rojas y actualmente en Elkafka espacio teatral. Desde 2004 a 2023, fue profesor titular de ESPACIO ESCÉNICO, en la carrera de Dirección del Departamento de Artes Dramáticas de la Universidad Nacional de las Artes (UNA). Su trabajo docente se ha desarrollado en distintas ciudades del interior de la Argentina, tales como Córdoba, Mendoza, Santa Rosa, Santa Fe, Resistencia, Rosario, Tandil, etc. En el exterior su trabajo docente se desarrolló en Ouro Preto y Porto Alegre, Brasil en el año 1997 y en Santa Cruz de la Sierra, Bolivia. Desde 1998 hasta 2006 dio talleres de Puesta en Escena y Entrenamiento Actoral en Casa de América, Madrid, España. En 1999 fue invitado a brindar un seminario de Puesta en Escena en la Theater Akademie, Bochum, Alemania. En 2005 brindó clases de posgrado en Dirección en la Universidad Católica de Chile, en Santiago de Chile. En 2010 inauguró el Curso de Puesta en Escena con monitoreo asistido, para jóvenes directores, en el teatro Solís de Montevideo, Uruguay. Ese mismo año comenzó a dar clases de Actuación y Dirección en el CUT (Centro Universitario de Teatro), de la UNAM, México. En esa misma ciudad brindó cursos para docentes teatrales en la Escuela Nacional de Artes Teatral (ENAT). Brindó durante muchos años cursos de Actuación y de Puesta en escena en Elkafka espacio teatral.  En el campo de la gestión cultural, desde 1999 es docente de la materia "Gestión en Artes Performáticas", en el IDAES, de la UNSAM. También es profesor invitado en FLACSO. Actualmente continúa con sus talleres de Puesta en escena y Dirección. También con talleres de Entrenamiento Actoral.

### Publicaciones
En 2016 publicó Lo Incapturable, un libro que partiendo del análisis comparativo de la dirección y la puesta en escena desarrolla los distintos aspectos del hecho teatral, desde la arquitectura hasta la literatura, desde las artes visuales hastas las sonoras, y reflexiona sobre la configuración de las artes escénicas, cuya complejidad se ha visto aumentada actualmente por la diversidad de las formas teatrales que se presentan. 
 También publicó Archivo Itelman, recopilación de textos de Ana Itelman.

### Festivales
Ha participado en el 4.º y 5.º Festival Internacional de Teatro en Caracas, Venezuela; en el 10.º Festival de Guanajuato, México; en el 10.º Festival Internacional de Cine de Róterdam, Holanda; en la XX Bienal de Arte de San Pablo, Brasil; en las 3.ª, 4.ª y 5.ª ediciones de Porto Alegre em cena, Brasil; Festival Theater der Welt, Berlín; Américartes, en el Kennedy Center, Washington D. C.; Festival Theater der Welt, Colonia, Alemania; Festival Iberoamericano de Cádiz, España; Festival de Otoño, Madrid; Festival Internacional de Buenos Aires (Fiba); APAC, Santa Cruz de la Sierra, Bolivia; 6.ª Muestra de Artes Escénicas, México; Globe to Globe, Londres, Inglaterra.

### Otras actividades
En 1989 fue elegido referente del área Teatro en la Primera Bienal de Arte Joven de la Ciudad de Buenos Aires, organizado por la Subsecretaría de la Juventud de la Municipalidad de Buenos Aires. Ese mismo año fue becado por el Instituto Internacional de Teatro (ITI) para realizar un viaje de estudios a Alemania.
En 1992 ganó la Beca ANTORCHAS, destinada a los "artistas sobresalientes de la generación intermedia" para realizar un trabajo sobre la vida y la obra de Ana Itelman, que devino en el libro “Archivo Itelman”, publicado por la Editorial Eudeba/Libros del Rojas en 2004.
Desde 1986 en adelante ha realizado trabajos institucionales en el Teatro Colón, Teatro La Plaza y el Centro Cultural Ricardo Rojas. Durante el año 1997 llevó a cabo, para el Goethe Institut de Buenos Aires, el ciclo 99brecht, en celebración del centenario del nacimiento de Bertolt Brecht.
Ese mismo año creó y coordinó el ciclo GÉNERO CHICO, ciclo destinado a mostrar la nueva producción de autores y directores en el Teatro del Pueblo, como trabajo del Taller de Puesta en Escena, del Centro Cultural Ricardo Rojas.
Durante 1998 fue el director Artístico del Centro Cultural Ricardo Rojas, dependiente de la Secretaría de Extensión Universitaria de la Universidad de Buenos Aires. En ese mismo año creó El Festival del Rojas, hasta el año 2002. Entre 1997 y 2000 fue referente del área de teatro de la Fundación Antorchas. Desde 1999 hasta la fecha es profesor titular de la cátedra “Gestión en artes performáticas”, en la Especialización en Gestión Cultural, Instituto de Altos Estudios Sociales (IDAES), Universidad Nacional de General San Martín (UNSAM)
Desde el año 1996 al año 2002 se desempeñó como Asesor Artístico de la Dirección General del Complejo Teatral de Buenos Aires, dependiente del Gobierno de la Ciudad de Buenos Aires.
Ha creado para el Centro Cultural Rojas el “Proyecto Historia(s)” y para el Centro Cultural de España (integrante en la Red de Centros Culturales de la Agencia Española de Cooperación Internacional para el Desarrollo), el proyecto “Ocho intervenciones Ocho”, ambas durante el año 2004. En 2005, creó el programa “El país teatral en Buenos Aires”, siendo su primera edición “Córdoba en Buenos Aires” y el proyecto “cero cinco (05)”, a partir de efemérides culturales, con el auspicio de la Embajada Alemana, la Alianza Francesa y el Centro Cultural de España.
Entre 2004 y 2017 se desempeñó como coordinador artístico de ELKAFKA espacio teatral. En 2008 fue nombrado Director del FIBA (Festival Internacional de Buenos Aires), en colaboración con Alberto Ligaluppi. Dirigió la VII edición del mismo. En 2010 renunció a ese cargo. Entre 2015 y 2019 fue director artístico del Teatro Payró.

### Premios
Por su labor en teatro ha recibido numerosos nominaciones y premios: Premio Ace de Oro, Premio María Guerrero, Premio Florencio Sánchez, Premio Teatro del Mundo, Premio Getea, Premio Clarín y en 2010, el Premio Trinidad Guevara, otorgado por el Gobierno y la Legislatura de la Ciudad de Buenos Aires, por su dirección de REY LEAR. En 2013 fue declarado Personalidad Destacada de la Cultura de la Ciudad Autónoma de Buenos Aires, por la Legislatura de la Ciudad Autónoma de Buenos Aires. El Instituto Nacional de Teatro lo ha distinguido con el Premio a la Trayectoria (Zona Centro) en 2016. En 2019 fue reconocido por la Fundación Konex con un Premio Konex - Diploma al Mérito como uno de los 5 mejores régisseur de la última década en la Argentina.

### Filmografía
En cine participó como intérprete entre otros filmes en:
Actor
- Beto Nervio contra las fuerzas del mal o Beto Nervio contra el poder de las tinieblas (Argentina, 1979) de Miguel Bejo
- Bárbara (Argentina-Italia, 1980) de Gino Landi
- La película del rey (Argentina, 1985) de Carlos Sorin como traductor de mapudungun.
- Naked tango (Estados Unidos, 1989) de Leonard Schrader como pequeño bribón
- El censor (Argentina, 1994) de Eduardo Calcagno
- Lola Mora (Argentina, 1996), de Javier Torre
- Yepeto (Argentina, 1998) de Eduardo Calcagno como hombre colectivo
- El sur de una pasión (Argentina, 2005) de Cristina Fazulino
- Mentiras piadosas (Argentina-España, 2009) de Diego Sabanés.
- Yo sé lo que envenena (Argentina, 2014), de Federico Sosa.
- El hijo (Argentina, 2019), de Sebastián Schindel.

### Televisión
- 0800 no llames (2005) TV miniserie